# Rijksheerlijkheid Dyck

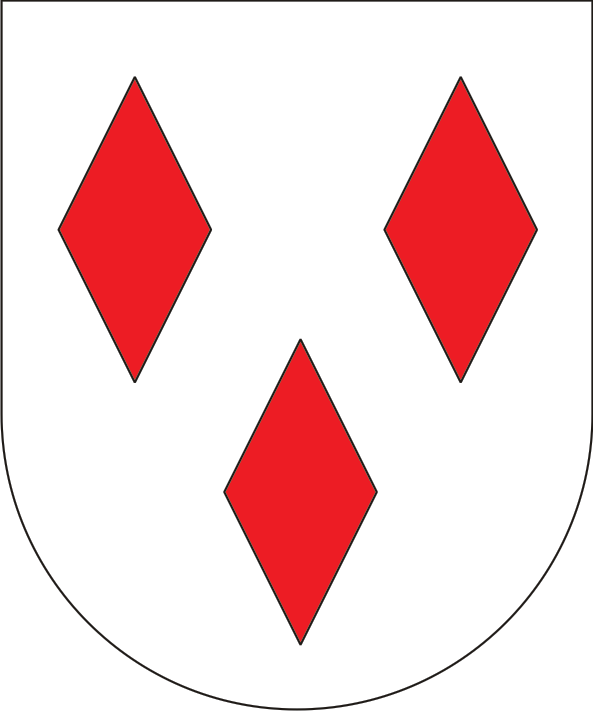
Heerlijkheid Dyck

Dyck was een heerlijkheid binnen het Heilige Roomse Rijk. Het was niet bij een kreits ingedeeld.
Het Kasteel van Dyck is gelegen in Bedburdyck in de gemeente Jüchen bij Grevenbroich in Noordrijn-Westfalen.
De heren van Dyck werden voor het eerst in 1094 vermeld en behoorden tot de leidende adellijke families in het gebied van de Nederrijn. In het spanningsveld tussen het keurvorstendom Keulen, het hertogdom Gelre en het hertogdom Gulik wisten zij een zelfstandige heerlijkheid op te bouwen en te behouden. De heerlijkheid bestond uit de parochies Bedburdyck en Hemmerden en uit de heerlijkheid Schelsen.
In 1383 werd de burcht van Gerhard II, die als roofridder optrad, belegerd en verwoest. In 1394 stierf de familie uit. De heerlijkheid kwam toen aan het huis Salm-Reifferscheid.
In 1628 liet Werner van Salm zich het predicaat Oudgraaf (Altgraf) verlenen om zich te onderscheiden van de graven van Salm uit het huis van de Rijngraven.
Bij een deling in 1639 kwamen de heerlijkheden Dyck, Alfter en Hackenbroich aan de tak Salm-Reifferscheid-Dyck. De laatste twee zijn niet rijksvrij maar behoren tot het keurvorstendom Keulen.
Dyck werd formeel niet tot de raad van rijksvorsten toegelaten, maar behoorde wel tot de oprichters van het college van graven van Westfalen in 1653. In 1775/92 werden de graven voor de heerlijkheid Dyck toegelaten tot de bank van graven van Westfalen in de Rijksdag.
In 1795 werd het gebied ingelijfd door Frankrijk.
In de Reichsdeputationshauptschluss van 25 februari 1803 wordt in paragraaf 3 de schadeloosstelling geregeld: de graaf van Reifferscheid-Dyck krijgt voor het verlies van de feodale rechten een eeuwige rente van 28.000 gulden uit bezittingen van het kapittel van Frankfurt.
Het Congres van Wenen kent het gebied in 1815 toe aan het koninkrijk Pruisen.
Regenten
| regering  | naam                     | geboren    | overleden  | familie        |
| --------- | ------------------------ | ---------- | ---------- | -------------- |
| -1414/18  | Jan V                    | voor 1376  | 26-10-1418 |                |
| 1416-1455 | Otto                     | 1416       | 1455       | onbekend       |
| 1455-1475 | Jan VI                   | voor 1418  | 28-9-1475  | zoon van Jan V |
| 1475-1479 | Jan VII                  | voor 1466  | 15-11-1479 | zoon           |
| 1479-1505 | Peter                    | voor 1479  | 13-11-1505 | broer          |
| 1505-1529 | Jan VIII                 | 25-6-1488  | 26-3-1537  | zoon           |
| 1529-1555 | Jan IX                   | 1-1-1513   | 18-12-1568 | zoon           |
| 1555-1629 | Werner                   | 17-8-1545  | 16-2-1629  | zoon           |
| 1629-1639 | Ernst Frederik           | 29-5-1583  | 13-9-1639  | zoon           |
| 1639-1673 | Erik Adolf               | 1-2-1619   | 18-4-1678  | zoon           |
| 1639-1684 | Ernst Salentijn          | 4-4-1621   | 11-6-1684  | zoon           |
| 1684-1721 | Frans Ernst              | 7-6-1659   | 16-7-1727  | zoon           |
| 1721-1767 | August Eugenius Bernhard | 10-10-1706 | 5-10-1767  | zoon           |
| 1767-1775 | Willem                   | 28-11-1714 | 17-8-1775  | broer          |
| 1775-1801 | Jozef                    | 4-9-1773   | 27-3-1861  | zoon           |